# Canappeville
Canappeville är en kommun i departementet Eure i regionen Normandie i norra Frankrike. Kommunen ligger i kantonen Le Neubourg som tillhör arrondissementet Évreux. År 2022 hade Canappeville 704 invånare.

## Befolkningsutveckling
Antalet invånare i kommunen Canappeville
Referens:INSEE